# Riccardo Zinna
Riccardo Zinna (Napoli, 18 maggio 1958 – Napoli, 20 settembre 2018) è stato un attore, regista teatrale e compositore italiano.

## Biografia
Si diplomò al Liceo artistico nel 1977 e frequentò il primo anno del corso di scultura all'Accademia di belle arti di Napoli sotto la guida del maestro Augusto Perez. Dal 1975 si occupò di musica e teatro. Si diplomò in solfeggio, armonia e storia della musica presso il Conservatorio Licinio Refice di Frosinone.
Partecipò come attore a numerosi spettacoli teatrali collaborando, tra gli altri con Paolo Bonacelli, Enzo Cannavale, Renato Carpentieri, Victor Cavallo, Marina Confalone e Toni Servillo.
Per il cinema collaborò con molti registi di livello, tra i quali Francesca Archibugi, Matteo Garrone, Daniele Luchetti, Carlo Mazzacurati, Gabriele Salvatores e Carlo Vanzina, ed era noto soprattutto per il ruolo del vigile urbano nel film Benvenuti al Sud di Luca Miniero, con Alessandro Siani e Claudio Bisio.
Fu anche compositore, chitarrista e trombettista: suonò con l'orchestra "Nessuno è perfetto" diretta dal maestro Mario Raia, all'Auditorium di Roma nella sala Santa Cecilia.
Compose le musiche per il racconto Vincenzo e Gaudenzio di Gabriele Frasca, trasmesso nel programma Audiobox di Rai Radio 1, nonché le musiche originali per il film Poeti di Toni D'Angelo.
Malato da tempo di un tumore al pancreas, è morto il 20 settembre 2018 all’età di 60 anni.

## Filmografia

### Cinema
- Il portaborse, regia di Daniele Luchetti (1991)
- Il grande cocomero, regia di Francesca Archibugi (1993)
- Caro diario, regia di Nanni Moretti (1993)
- Con gli occhi chiusi, regia di Francesca Archibugi (1994)
- Nirvana, regia di Gabriele Salvatores (1997)
- Denti, regia di Gabriele Salvatores (2000)
- Lontano in fondo agli occhi, regia di Giuseppe Rocca (2000)
- Qui non è il paradiso, regia di Gianluca Maria Tavarelli (2000)
- Luce dei miei occhi, regia di Giuseppe Piccioni (2001)
- Incantesimo napoletano, regia di Paolo Genovese e Luca Miniero (2002)
- Io non ho paura, regia di Gabriele Salvatores (2003)
- Ricordati di me, regia di Gabriele Muccino (2003)
- Il resto di niente, regia di Antonietta De Lillo (2004)
- Passo a due, regia di Andrea Barzini (2005)
- Sulla mia pelle, regia di Valerio Jalongo (2005)
- Eccezzziunale veramente - Capitolo secondo... me, regia di Carlo Vanzina (2006)
- Arrivederci amore, ciao, regia di Michele Soavi (2006)
- Saremo film, regia di Ludovica Marineo (2006)
- Lezioni di volo, regia di Francesca Archibugi (2007)
- Il rabdomante, regia di Fabrizio Cattani (2007)
- Una notte, regia di Toni D'Angelo (2007)
- Gomorra, regia di Matteo Garrone (2008)
- Benvenuti al Sud, regia di Luca Miniero (2010)
- Area Paradiso, regia di Diego Abatantuono e Armando Trivellini (2012)
- Educazione siberiana, regia di Gabriele Salvatores (2013)
- Il vangelo secondo Mattei, regia di Antonio Andrisani e Pascal Zullino (2016)

### Televisione
- Luna Rossa: Red Moon Over Naples – film TV (1999)
- I Soprano – serie TV, episodio 2x04 (2000)
- Distretto di Polizia – serie TV, episodio 3x04 (2002)
- La omicidi – serie TV, 6 episodi (2004)
- Il giudice Mastrangelo – serie TV, 10 episodi (2005-2007)
- Io non dimentico, regia di Luciano Odorisio – miniserie TV (2008)
- R.I.S. - Delitti imperfetti – serie TV, episodio 4x06 (2008)
- Gli ultimi del paradiso – film TV (2010)
- Capri – serie TV, 2 episodi (2006-2010)
- Medicina generale – serie TV, 15 episodi (2010)
- L'agnellino con le trecce – film TV (2011)
- Il caso Enzo Tortora - Dove eravamo rimasti?, regia di Ricky Tognazzi – miniserie TV (2012)
- Trilussa - Storia d'amore e di poesia, regia di Lodovico Gasparini – miniserie TV (2013)
- Le due leggi, regia di Luciano Manuzzi – miniserie TV (2014)
- Solo – serie TV, 5 episodi (2016-2018)
- Don Matteo – serie TV, 1 episodio (2016)
- I bastardi di Pizzofalcone – serie TV, 6 episodi (2017)

## Teatro
- In volo da gorgoglione, regia di Domenico Ciruzzi (1982)
- Toro incatenato di Domenico Ciruzzi e Riccardo Zinna (1988)
- Natura morta, regia di Renato Carpentieri, con Tonino Taiuti e Riccardo Zinna (1989)
- Notte in 3/4 di e con Riccardo Zinna (1990)
- L'urlo di e con Riccardo Zinna (1992)
- Rasoi, regia di Toni Servillo e Mario Martone (1993-1995)
- Zingari, regia di Toni Servillo (1993-1995)
- La forza che le idee hanno da sole, regia di Giuseppe Rocca, con Paolo Bonacelli e Riccardo Zinna, musiche di S. Ulisse e Riccardo Zinna (1993)
- Medea, regia di Antonio Capuano (1994)
- Don Raffaele il trombone, cupido scherza e spazza, regia di Silvio Orlando (1998-1999)
- Completamente Spettinato, regia di Riccardo Zinna, con Paolo Migone (2004-2006)
- Il sentimento di una maschera, con Marco Stefanini, Riccardo Zinna e Ferruccio Soleri (2005)
- Visibili o invisibili, "laboratorio con i detenuti del carcere di Poggioreale", regia di Carlo Cerciello e Riccardo Zinna, Teatro Mercadante di Napoli (2005)